# Слуда (Костромская область)
Слуда — деревня в Чухломском муниципальном районе Костромской области. Входит в состав Повалихинского сельского поселения

## География
Находится в северной части Костромской области на расстоянии приблизительно 28 км на север-северо-восток по прямой от города Чухлома, административного центра района на берегу реки Вига.

## История
Упоминается с 1636 года. В 1872 году здесь было учтено 17 дворов, в 1907 году — 19.

## Население
Постоянное население составляло 82 человека (1872 год), 80 (1897), 100 (1907), 3 в 2002 году (русские 100 %), 0 в 2022.